# 八重泉酒造
有限会社八重泉酒造（やえせんしゅぞう）は、沖縄県石垣市で泡盛、リキュール、果実酒、もろみ酢を製造・販売している酒造所（蔵元）である。

## 概要
工場の湧き水から仕込み、最新鋭のコンピュータ制御で品質管理を徹底させた泡盛。
(主な製品)
- 主要銘柄の八重泉（30°）はブレンドによる常圧蒸留の芳醇な香りと減圧蒸留の飲みやすさが特長[2]。
- 黒真珠（43°）は古酒らしい伝統的なまろやかさと芳醇さ。
- 八重泉樽酒（グリーンボトル、43°）は八重泉の原酒をブレンドし、フランス製樫樽で長期熟成したブランデー感覚の泡盛。ゴールドボトルはこれに割り水を加えて25°に下げ、飲みやすさが特長。
- ハブ酒は地元の人が捕獲してきたハブを生きたまま漬け込み、脱臭濾過と薬草エキスを加えたリキュール。
- ぱいなっぷるわいんはパイナップル果汁を醸造した果実酒。
- 黒麹酢は米麹もろみを蒸留したあとのもろみ粕から醸造。黒麹によるクエン酸を多く含む。

## 沿革
- 1955年： 創業
- 1989年： 有限会社八重泉酒造設立

## 主要製品
- 八重泉
- 八重泉樽酒
- 黒真珠
- はぶ酒
- ぱいなっぷるわいん
- 黒麹酢